# APPIUS
APPIUS — российская инженерно-консалтинговая компания, ведущий разработчик PLM-решений на платформе 1С:Предприятие 8. Программные продукты компании предназначены для управления предприятием как единым комплексом, включают конструкторские и технологические подразделения с одной стороны, проектный блок, службу заказчика и строительного подрядчика — с другой. 
Компания основана в 2005 году в Москве. В 2020 году открыт региональный офис в Саратове.
Программные разработки компании используют свыше 700 промышленных предприятий и проектных организаций  в России, Украине, Беларуси, а также в Латвии и Казахстане.

## История
2005 год — основание компании; выпуск первой версии системы управления проектами и электронным архивом  «Appius PDM» на платформе 1С:Предприятие 8 (в 2007 году переименована в «1С:PDM Управление инженерными данными 1.0»).
2009 год — выпуск «1С:PDM Управление инженерными данными 2.0» — ориентирована на бесшовное взаимодействие с конфигурацией 1С:УПП и предназначена для создания единого информационного пространства.
2014 год — выпуск модифицированной версии «1С:PDM Управление инженерными данными» (1С:PDM 3.0») для работы с новой системой производственного учета «1С:ERP Управление предприятием 2» (1С:ERP).
2014 год — выпуск системы класса САПР ТП для автоматизации технологической подготовки производства «Appius Технология».
2015—2016 годы — разработка систем для управления работами, проектами, конфигурирования изделия.
2018 год — прекращение поддержки старых PDM-систем; выпуск «Appius-PLM Управление жизненным циклом изделия» — для машиностроения и приборостроения, и «Appius-PLM Управление проектно-сметной документацией» — для проектных и строительных организаций.
2019 год — выпуск системы Appius-PLM 2019 для 1C:ERP и 1С:УПП.
2020 год — выпуск системы Appius-PLM 2020 для 1C:ERP и 1С:УПП.
2021 год — выпуск системы Appius-PLM 2021 для 1C:ERP и 1С:УПП.
2022 год — выпуск системы Appius-PLM 2022 для 1C:ERP и 1С:УПП  .
2023 год — выпуск системы Appius-PLM 2023 .

## Программные разработки
Система «Appius-PLM Управление проектно-сметной документацией» — конфигурация, работающая на платформе 1С:Предприятие 8.3 в режиме тонкого клиента. Система предназначена для автоматизации инженерного (технического) документооборота, связанного с разработкой, хранением, согласованием и поиском документации в проектных институтах, у заказчиков и подрядчиков строительства.
Состав подсистем конфигурации Appius-PLM:
- Управление проектами — предназначена для разработки календарных планов, распределения ресурсов по этапам, отслеживания состояния процесса выполнения проекта и анализа объемов работ[37];
- Управление задачами — предназначена для взаимодействия сотрудников предприятия в режиме реального времени, позволяет объединить всех заинтересованных специалистов для решения общих возникающих проблем и обсуждения инновационных идей; используется пользователями для работы с поручениями, созданными в рамках рассмотрения/согласования проектно-технической документации;
- Управление трансмитталами (сопроводительными ведомостями) — позволяет регистрировать в системе факт получения и передачи документации, а также автоматизировать процесс импорта[38] документации из сопроводительной ведомости, размещенной на сетевом ресурсе (например, FTP) вместе с файлами проектно-технической документации.
- Бизнес-процессы — позволяет автоматизировать процесс рассмотрения документации, а также выполнить согласование разработанного в компании документа; гибкая система шаблона этапов позволяет настроить процесс без необходимости модификаций системы.
- Интеграция с САПР/PDF[39] — обеспечивает загрузку из данных на основе BIM-модели, чертежа AutoCAD. Позволяет передать штамп «В производство работ» в PDF-файлы; автоматизировать работу при комментировании и консолидации замечаний, сделанных в PDF-файлах.

- Электронный архив — обеспечивает упорядоченное хранение файлов проектно-технической документации с разграничением прав доступа в едином информационном пространстве организации.
- Бумажный архив — позволяет автоматизировать учет и выдачу бумажных копий сотрудникам предприятия, а также использовать штрихкодирование;
- Отчеты — набор инструментов для выполнения аналитических задач по документации: dashboard, статистика и т. д.
- Импорт данных из реестра[40] — позволяет выполнить загрузку документов из Главного реестра документации/MDR/реестра выпускаемой документации (файла формата Excel) с построением структуры проекта (обычно используется при импорте рабочей документации).

Программный комплекс «Appius-PLM Управление жизненным циклом изделия» — интегрированный информационный комплекс управления жизненным циклом изделия и нормативной базой ERP на платформе 1С:Предприятие 8.3. Решение предназначено для управления всем предприятием как единым комплексом, создано на основе опыта разработки и внедрения различных CAD/CAM/CAPP/PDM/PLM-систем, позволяет включить конструкторские и технологические подразделения в единое информационное пространство предприятия, с единой базой данных. Конфигурация «Appius-PLM Управление жизненным циклом изделия» (Appius-PLM УЖЦИ) работает в режиме тонкого и веб-клиента.
Состав подсистем конфигурации Appius-PLM:
- Управление электронной структурой изделия — обеспечивает ведение электронной структуры изделия (ГОСТ 2.053-2013); управление электронными документами (ГОСТ 2.051-2013); создание и редактирование исполнений; коллективную работу нескольких специалистов над проектами; создание и ведение защищенного электронного файлового архива; разграничение прав доступа; автоматическую проверку актуальности извещений об изменении; работу с ограничительным перечнем стандартных, прочих изделий и материалов.
- Управление технологией изготовления и ремонта — позволяет создавать в электронном виде такие технологические процессы, как: сборочные, механические, термические, литейные и другие виды производств; позволяет создавать сложные технологические маршруты с несколькими заходами, создавать карту производственного процесса, учитывая в маршруте перемещение и пролеживание изделий и т. д.
- Бизнес-процессы — подсистема предназначена для электронного утверждения изменений и вновь созданных элементов, c последующим изменением прав доступа к ним.
- Интеграция с CAD — PLM-компоненты обеспечивают доступ к данным Appius-PLM непосредственно из интерфейса CAD-системы.
- Электронный архив — позволяет хранить и идентифицировать содержимое файлов по цифровым идентификационным кодам, то есть по содержимому.
- Бумажный архив — позволяет вести учет и контроль архивных документов по ГОСТ 2.501-2013 «Правила учета и хранения»; система хранит картотеку бумажного документа для быстрого поиска и управления.
- Управление изменениями (версиями) — позволяет вносить изменения в изделие по требованию заказчика.
- Интеграция с ERP-системой — содержит системные справочники учетной системы «1С:ERP Управление предприятием» для обеспечения совместной работы.
- Конфигурирование продукции — предназначена для автоматизации процессов формирования состава и параметров изделия на основании требований заказа.
- Управление задачами — предназначена для взаимодействия сотрудников предприятия в режиме реального времени, позволяет объединить всех сотрудников предприятия для решения общих возникающих проблем и обсуждения инновационных идей — что значительно улучшает сотрудничество в процессе разработки.
- Управление проектами[36] — предназначена для разработки календарных планов, распределения ресурсов по этапам, отслеживания состояния процесса выполнения и анализа объёмов работ на этапе конструкторско-технологической подготовки производства; проект визуализируется как в режиме структуры проекта, так и в виде диаграммы Ганта.
- Отчеты — позволяет формировать различные конструкторские отчеты.
- Нормирование — предназначена для расчета норм расхода материалов, размеров заготовки с учетом припусков на обработку, отрезку и т. д.
- Конструкторско-технологический справочник — для управления нормативно-справочной информацией; позволяет классифицировать и управлять информацией без копирования данных, используя в качестве основы источники этой информации, будь то структура изделия или технология.

Инженерные базы данных — используются для создания на предприятиях единых номенклатурных инженерных справочников, включающих информацию о различных материалах и сортаментах, их технико-экономических характеристиках. Позволяют конструкторам, технологам, производственникам быстро находить интересующую их информацию по различным критериям: названию, свойствам, области использования и т. д.